# Замок Кілтеган
Замок Кілтеган (англ. Kiltegan Castle, Humewood Castle) — замок Г'юмвуд (Юмвуд) — один із замків Ірландії, розташований у графстві Віклоу. Замок являє собою особняк, збудований у стилі готичних фантазій у 1870 році. Замок оточує парк площею 427 гектарів. Парк називається Кілтеган і він є окрасою графства Віклоу. Замок був побудований як резиденція аристократичної родини Г'юм (Юм). Сьогодні замок належить американському мільярдерові Джону К. Мелоуну. Замок побудований з граніту, головна будівля триповерхова, до неї примикають круглі башти та вежі. На першому поверсі є вітальня, їдальня, солон, зала для балу, зала для обіду. На нижньому поверсі є більярдна, кімната для паління, винний льох. Верхні поверхи мають 12 спальних кімнат.

## Історія
Родина Юм оселилася на землях Кілтеган, які були названі Юмвуд і побудувала там замок в XV столітті. Навколо замку розбудували маєток, що передавався з покоління в покоління до ФітцВільяма Юма (1805—1892), що був одним з найбагатших людей графства Віклоу в 1852—1880 роках. Він доручив архітектору Вільяму Вайту побудувати розкішний замок. Замок будувався у 1867—1870 роках. Замок будувався як готична фантазія. Витрати на будівництво були такі величезні, що повністю розорили власника і будівничого. ФітцВільям Юм взяв прізвище Дік в 1864 році відповідно до умов спадщини. Його єдиний син Вільям Юм успадкував землі, маєтки та нерухомість. Він був призначений заступником лейтенанта графства Віклоу і служив Верховним шерифом графства Віклоу до 1896 року.
Після смерті Вільяма Юма маєток перейшов до його дочки Кетрін Мері-Мадлен (Мімі), яка вийшла заміж за Жака Вейгана — сина французького генерала Вейгана. У них не було дітей. Незадовго до своєї смерті в 1992 році, Мімі Вейган виставила на продаж більшість котеджів нерухомості. Замок і 450 акрів землі навколо нього згодом були продані на аукціоні німецькій бізнесвумен Ренаті Колеман за £ 1 мільйон.
Рената Колеман перетворила замок у престижний приватний готель. Вона продала його у 2004 році за ціною 16 млн євро. Колеман продала замок голові компанії «Галвей» Джону Лаллу. Замок і далі розвивався як престижний готель, хоча умови для такого бізнесу були несприятливі. Проте у 2012 році замок продали за 8 мільйонів євро американському мільярдеру Джону Малоуну.